# Francesco IV d'Austria-Este
Francesco Giuseppe Carlo Ambrogio Stanislao d'Austria-Este (Milano, 6 ottobre 1779 – Modena, 21 gennaio 1846) fu, con il nome di Francesco IV, duca di Modena e Reggio (dal 1814), duca di Massa e principe di Carrara (dal 1829), arciduca Austria-Este, principe reale di Ungheria e Boemia, Cavaliere dell'Ordine del Toson d'oro.

## Biografia

### Infanzia

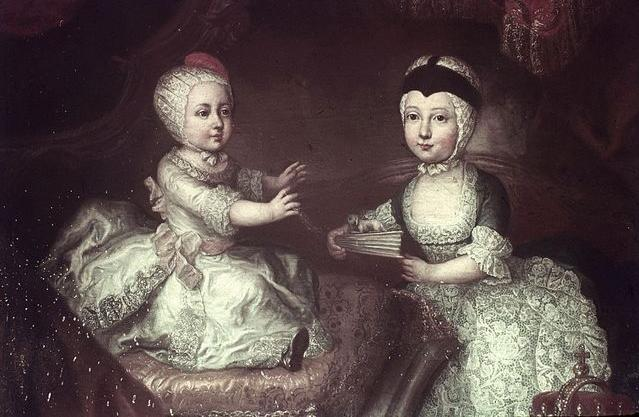
Francesco in tenera età ritratto nel 1777 insieme alla sorella Maria Leopoldina.

Suo padre era l'arciduca Ferdinando d'Asburgo-Lorena, duca di Brisgovia; sua madre era Maria Beatrice d'Este, duchessa di Massa e principessa di Carrara, titoli ereditati dalla propria madre Maria Teresa Cybo-Malaspina, nonché ultima esponente della casa d'Este, sia pure impossibilitata ad ereditare in vigenza, negli Stati Estensi, della legge salica.

### Matrimonio

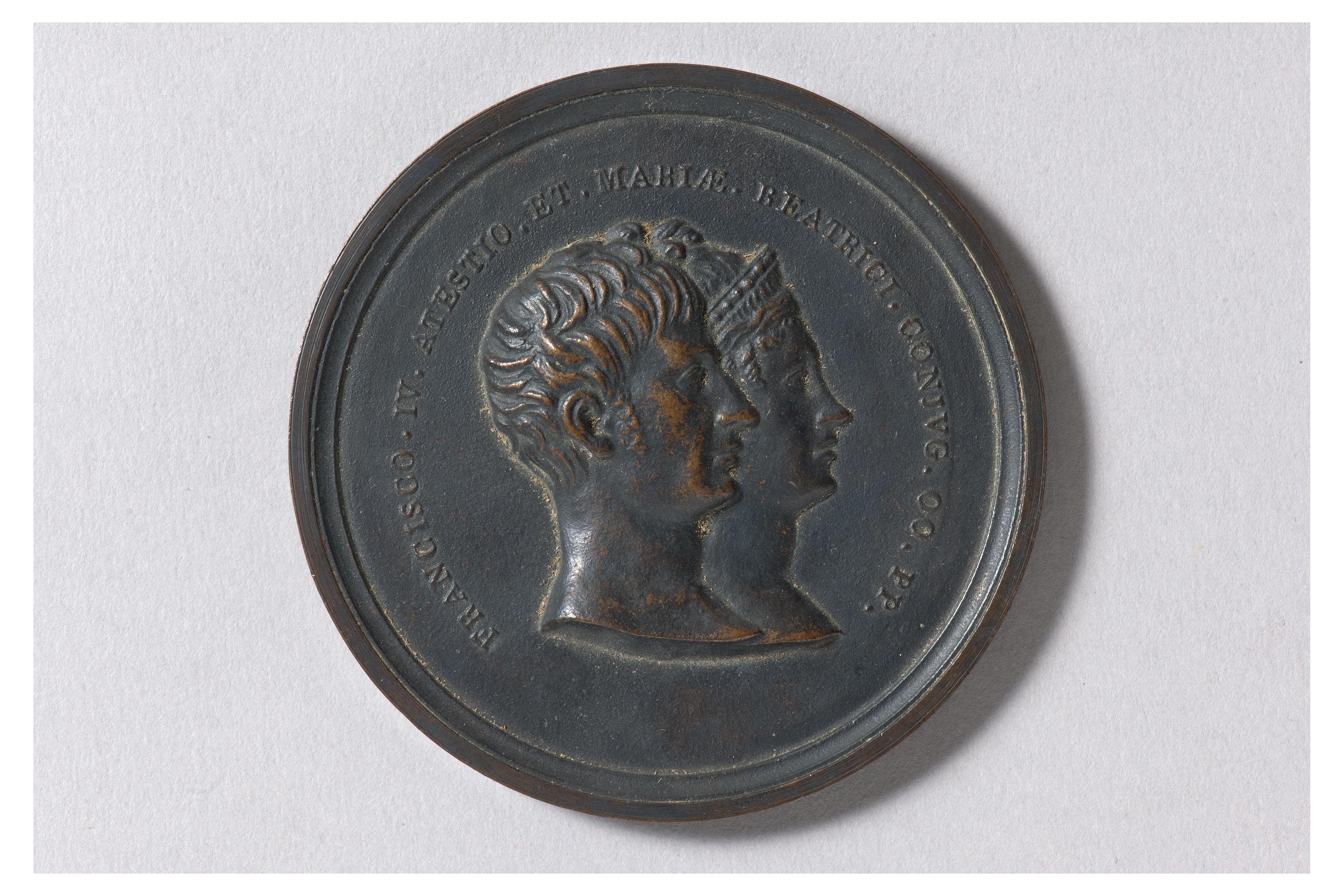
Giuseppe Malvasi, medaglia di Francesco IV e Maria Beatrice di Savoia, 1819, raccolte del Museo del Risorgimento di Modena.

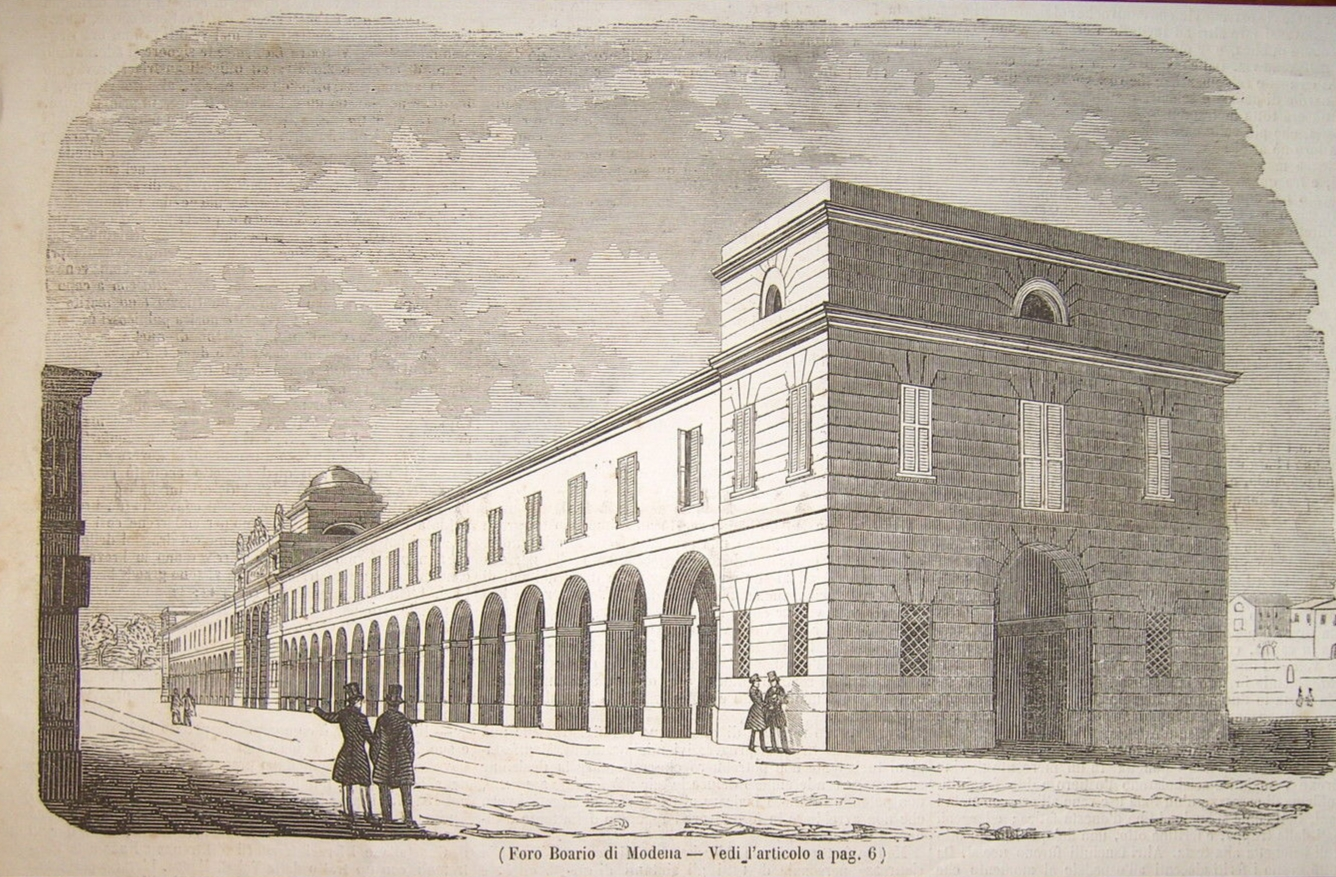
Il Foro boario con le arcate aperte (Il Mondo illustrato, 1848).

Nel 1812 Francesco sposò la principessa Maria Beatrice di Savoia (1792-1840), figlia del re Vittorio Emanuele I di Sardegna e sua nipote, in quanto figlia della sorella Maria Teresa Giovanna (1773-1832). Francesco riteneva che la dinastia dei Savoia non seguisse la legge salica e perciò Maria Beatrice potesse succedere al padre o agli zii ormai anziani: il regno di Sardegna unito ai ducati che Francesco stava per ereditare avrebbe formato lo stato più potente dell'Italia settentrionale, in grado di aggregarne altri minori, se il desiderio di unità e indipendenza che circolava per l'Italia non si fosse indirizzato verso la repubblica come, invece, auspicava Mazzini. Maria Beatrice acconsentì piangendo al matrimonio con lo zio, come ricorda il diario della sua "camerista", Monica Borron.

### Avversione alla Carboneria

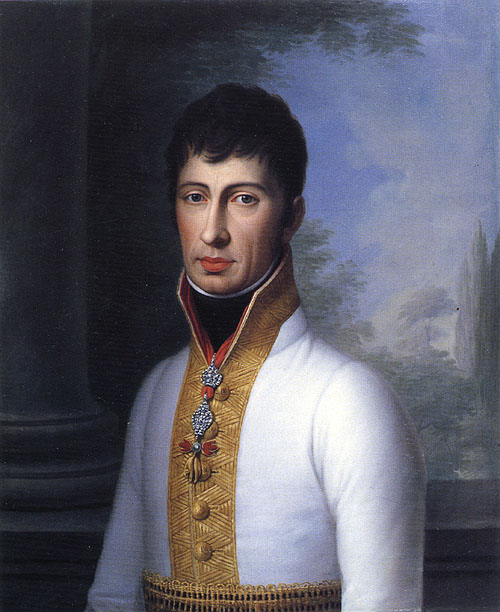
Francesco d'Austria-Este, duca di Modena e Reggio.

Fortemente cattolico, aveva in forte odio le sette segrete: contro di essa emise, a poca distanza uno dall'altro, due editti, il secondo dei quali aggravava le pene previste dal primo. Nel 1820 il Tribunale di Stato di Rubiera processò quarantasette persone accusate di Carboneria, condannandole a varie pene; due furono le condanne a morte. Il duca, al quale spettava la convalida delle sentenze e che dimostrava generalmente clemenza, ne confermò alcune, per altre ridusse la pena inflitta e confermò delle due condanne a morte solo quella nei confronti di don Giuseppe Andreoli, decapitato poco dopo a Rubiera perché il suo stato di sacerdote, secondo il duca, aggravava il reato: egli, difatti, sosteneva la possibilità di conciliare la religione cattolica con le ideologie risorgimentali.
Poiché vari studenti si mostravano sostenitori delle nuove idee, impose che gli universitari risiedessero in collegi che sorsero numerosi; si impegnò a far ridurre il numero degli studenti in giurisprudenza, giudicandoli pericolosi per le sorti del ducato e inutilmente in numero troppo elevato per le reali necessità.

### Politica agraria
Per lo stesso motivo, contrariamente a quanto avveniva in Europa, non favorì il nascere di nuove industrie, rivolgendo piuttosto le sue cure all'agricoltura, i cui lavoratori erano più fedeli alla monarchia.
Nel 1834 fece costruire a Modena il grandioso Foro boario per il mercato del bestiame "a onore e comodo dei fedeli agricoltori", che però non gradirono e il fabbricato rimase vuoto. I grandi portici vennero chiusi e i locali ricavati adibiti a vari usi; oggi sono sede della facoltà di economia dell'Università.
A giudicare dalle cronache redatte dagli avversari politici (in particolare esponenti del Risorgimento), Francesco IV usò nel suo governo un'impronta dittatoriale e sanguinaria. Ad esempio, il libro Ciro Menotti e i suoi compagni, scritto dall'ufficiale garibaldino Taddeo Grandi, modenese, edito nel 1880 (dalla tipografia Azzoguidi di Modena e di cui una copia è conservata presso la biblioteca del museo mazziniano di Genova), riporta gli atti di atrocità commessi dalla polizia del Ducato, al cui comando vi era proprio Francesco IV.

### Rapporti con Ciro Menotti

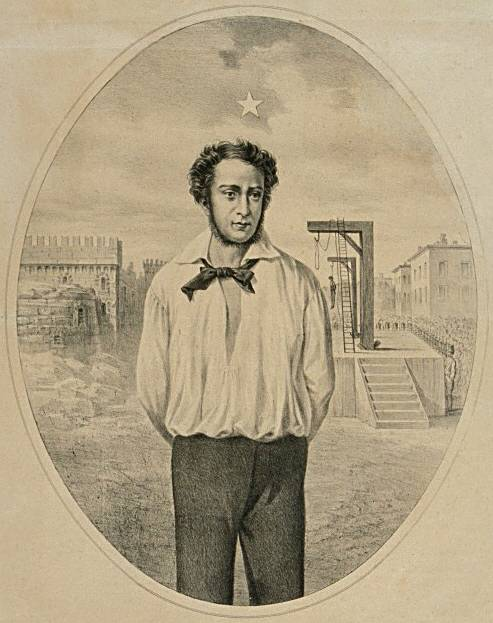
Geminiano Vincenzi, Ciro Menotti al supplizio, litografia, raccolte del Museo del Risorgimento di Modena.

Ciro Menotti stesso morì sulla forca in seguito a un mai ben dimostrato tentativo di insurrezione ai danni del Duca. Se la vicenda di Ciro Menotti non è mai stata chiarita con certezza,certo è che il Menotti e il duca si conoscevano e forse fra i due erano intervenuti accordi politici: Francesco IV condivideva il progetto menottiano di pervenire all'unità d'Italia attraverso moti coordinati in diverse città, nella speranza di essere lui il futuro sovrano d'Italia.
Certamente egli pensava a un regno dell'Italia settentrionale fino alla Toscana, eppure non si capisce come mai il duca, che sapeva del progetto di Ciro Menotti, non l'abbia fatto arrestare prima: la versione più accreditata è che il duca abbia in un primo tempo favorito e appoggiato la rivolta, conoscendone anche la data, ma che un intervento dell'Austria gli fece cambiare idea e programmi.
A questo punto, il 3 febbraio 1831, Menotti, temendo di essere arrestato, anticipò i tempi. Francesco IV, informato, fece circondare dalle sue guardie la casa di Menotti, ove si stava svolgendo una riunione di una quarantina di congiurati; vennero sparati alcuni colpi e le guardie ebbero subito ragione dei rivoltosi, che in parte fuggirono, in parte furono arrestati.
Ciro Menotti cercò la fuga saltando da una finestra nel giardino retrostante ma rimase ferito e venne arrestato. Il duca scrisse subito una lettera al governatore di Reggio "Questa notte è scoppiata contro di me una terribile congiura. I cospiratori sono nelle mie mani. Mandatemi subito il boia."

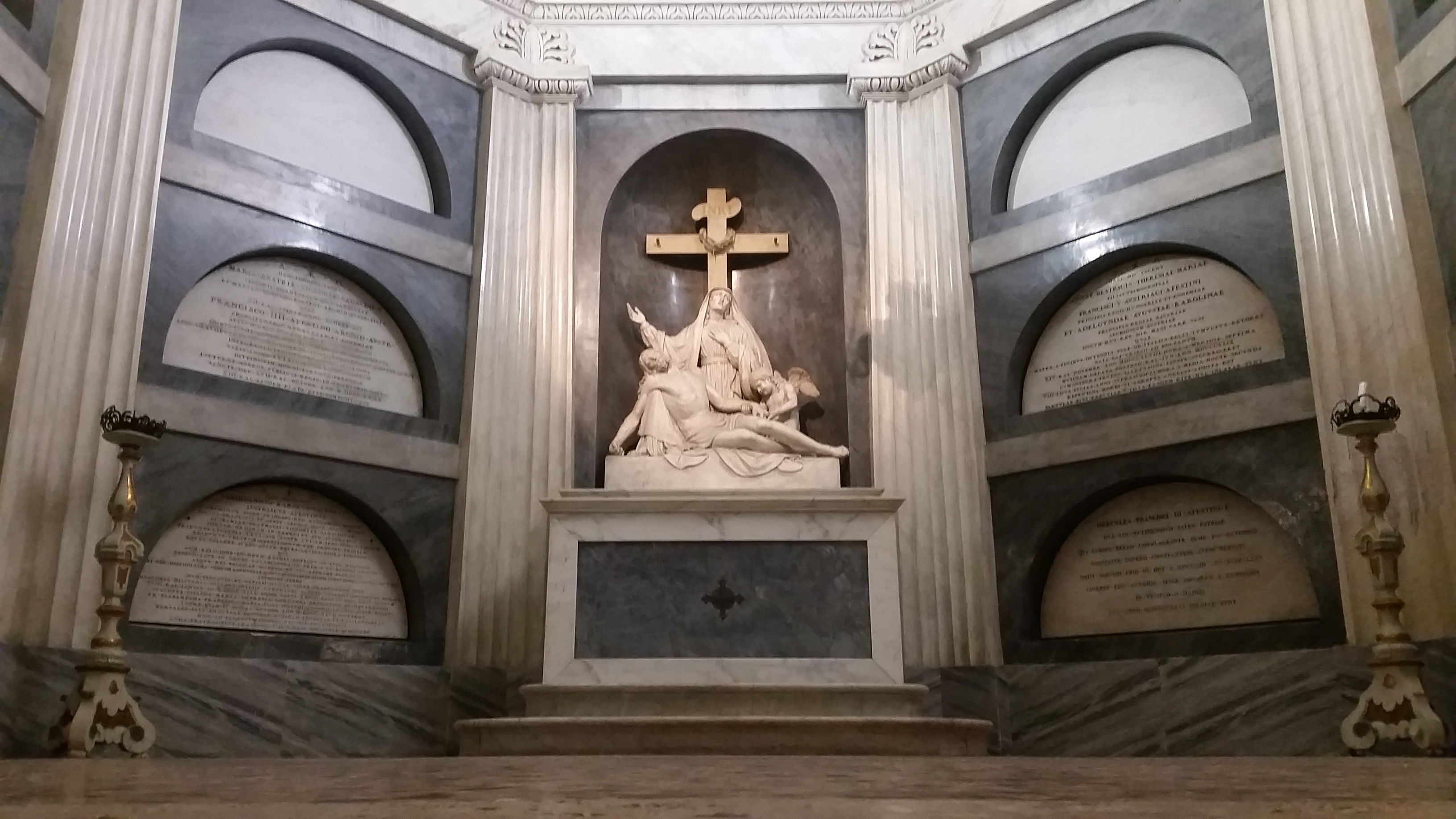
Cappella funebre dei principi d'Este e d'Austria-Este, Chiesa di San Vincenzo (Modena).

Intanto era scoppiata la rivolta a Bologna e il duca giudicò prudente fuggire a Mantova, portando con sé in catene Ciro Menotti, che, alla fine dei moti, fu ricondotto a Modena e giudicato dal Tribunale speciale di Rubiera; la condanna a morte per impiccagione fu eseguita sugli spalti della Cittadella della città.

### Morte
Il Duca morì a Modena il 21 gennaio 1846 e venne sepolto nella Chiesa di San Vincenzo di Modena, che dal 1836 fu arricchita della Cappella funebre dei principi d'Este e Austria-Este; la salma di Francesco IV fu collocata sopra la tomba di sua moglie, Maria Beatrice Vittoria.

## Parentele
Francesco IV era imparentato con le più importanti case reali d'Europa.
Per parte di padre era nipote di Maria Antonietta e Luigi XVI, cugino del re Francesco I delle Due Sicilie e dell'imperatore Francesco I d'Austria, del duca di Parma e re d'Etruria Ludovico di Borbone, di Luigi XVII di Francia e del granduca Ferdinando III di Toscana. Inoltre suoi cognati erano il re Vittorio Emanuele I di Savoia, che divenne in seguito anche suo suocero, e l'Elettore di Baviera Carlo Teodoro di Wittelsbach. Suo cugino di secondo grado era Luigi Filippo di Francia.

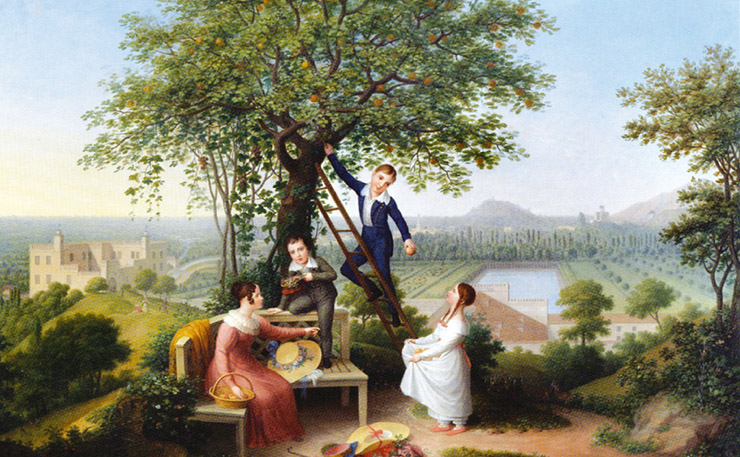
I figli di Francesco IV da Modena nei giardini del Castello del Catajo, Bernardino Rossi, 1830 circa.

## Discendenza
Francesco e Maria Beatrice ebbero quattro figli:
- Maria Teresa (1817-1886); sposò Enrico di Borbone, conte di Chambord;
- Francesco (1819-1875); ultimo duca di Modena e Reggio con il nome di Francesco V, sposò la principessa Adelgonda di Baviera;
- Ferdinando Carlo Vittorio (1821-1849); arciduca d'Austria-Este, sposò l'arciduchessa Elisabetta Francesca d'Asburgo-Lorena;
- Maria Beatrice (1824-1906); sposò Juan, conte di Montizón, Giovanni III per i carlisti.

## Onorificenze

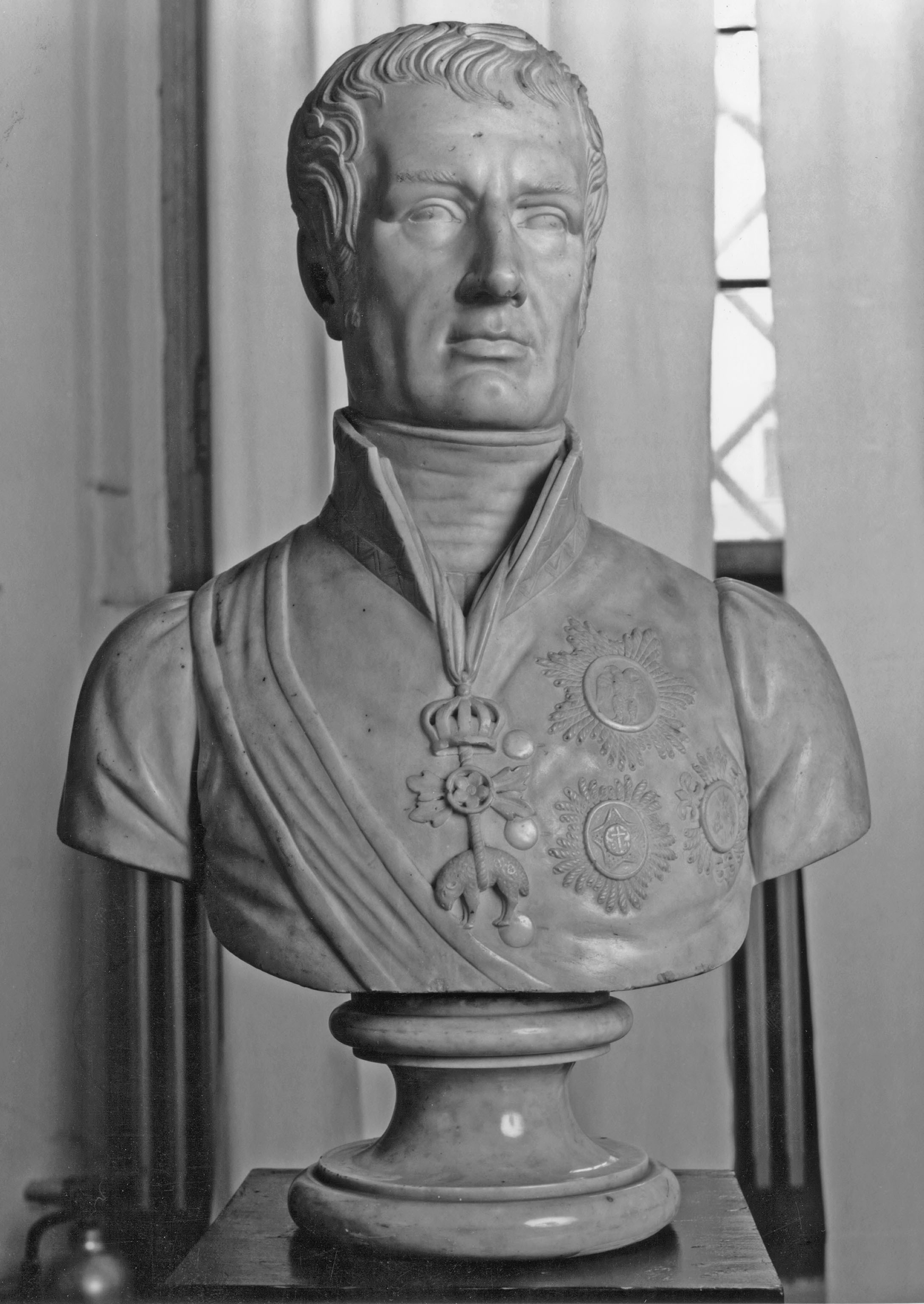
Busto di Francesco IV, Raccolte del Museo del Risorgimento di Modena.

## Ascendenza
|                             |                      |                                               | Genitori                              |  |  | Nonni |  |  | Bisnonni           |  |  | Trisnonni         |  |
|                             |                      |                                               |                                       |  |  |       |  |  | Leopoldo di Lorena |  |  | Carlo V di Lorena |  |
|                             |                      |                                               |                                       |  |  |       |  |  | Leopoldo di Lorena |  |  | Carlo V di Lorena |  |
|                             |                      | Eleonora Maria Giuseppina d'Austria           |                                       |  |  |       |  |  | Leopoldo di Lorena |  |  |                   |  |
| Francesco I di Lorena       |                      |                                               |                                       |  |  |       |  |  | Leopoldo di Lorena |  |  |                   |  |
|                             |                      | Elisabetta Carlotta di Borbone-Orléans        | Filippo I di Borbone-Orléans          |  |  |       |  |  |                    |  |  |                   |  |
|                             |                      | Elisabetta Carlotta di Borbone-Orléans        | Filippo I di Borbone-Orléans          |  |  |       |  |  |                    |  |  |                   |  |
|                             |                      | Elisabetta Carlotta di Borbone-Orléans        | Elisabetta Carlotta del Palatinato    |  |  |       |  |  |                    |  |  |                   |  |
| Ferdinando d'Asburgo-Lorena |                      | Elisabetta Carlotta di Borbone-Orléans        |                                       |  |  |       |  |  |                    |  |  |                   |  |
|                             |                      | Carlo VI d'Asburgo                            | Leopoldo I d'Asburgo                  |  |  |       |  |  |                    |  |  |                   |  |
|                             |                      | Carlo VI d'Asburgo                            | Leopoldo I d'Asburgo                  |  |  |       |  |  |                    |  |  |                   |  |
|                             |                      | Carlo VI d'Asburgo                            | Eleonora del Palatinato-Neuburg       |  |  |       |  |  |                    |  |  |                   |  |
| Maria Teresa d'Austria      |                      | Carlo VI d'Asburgo                            |                                       |  |  |       |  |  |                    |  |  |                   |  |
|                             |                      | Elisabetta Cristina di Brunswick-Wolfenbüttel | Luigi Rodolfo di Brunswick-Lüneburg   |  |  |       |  |  |                    |  |  |                   |  |
|                             |                      | Elisabetta Cristina di Brunswick-Wolfenbüttel | Luigi Rodolfo di Brunswick-Lüneburg   |  |  |       |  |  |                    |  |  |                   |  |
|                             |                      | Elisabetta Cristina di Brunswick-Wolfenbüttel | Cristina Luisa di Oettingen-Oettingen |  |  |       |  |  |                    |  |  |                   |  |
| Francesco IV d'Austria-Este |                      | Elisabetta Cristina di Brunswick-Wolfenbüttel |                                       |  |  |       |  |  |                    |  |  |                   |  |
|                             | Francesco III d'Este | Rinaldo d'Este                                |                                       |  |  |       |  |  |                    |  |  |                   |  |
|                             | Francesco III d'Este | Rinaldo d'Este                                |                                       |  |  |       |  |  |                    |  |  |                   |  |
|                             | Francesco III d'Este | Carlotta Felicita di Brunswick-Lüneburg       |                                       |  |  |       |  |  |                    |  |  |                   |  |
| Ercole III d'Este           | Francesco III d'Este |                                               |                                       |  |  |       |  |  |                    |  |  |                   |  |
|                             |                      | Carlotta Aglae di Borbone-Orléans             | Filippo II di Borbone-Orléans         |  |  |       |  |  |                    |  |  |                   |  |
|                             |                      | Carlotta Aglae di Borbone-Orléans             | Filippo II di Borbone-Orléans         |  |  |       |  |  |                    |  |  |                   |  |
|                             |                      | Carlotta Aglae di Borbone-Orléans             | Francesca Maria di Borbone-Francia    |  |  |       |  |  |                    |  |  |                   |  |
| Maria Beatrice d'Este       |                      | Carlotta Aglae di Borbone-Orléans             |                                       |  |  |       |  |  |                    |  |  |                   |  |
|                             |                      | Alderano I Cybo-Malaspina                     | Carlo II Cybo-Malaspina               |  |  |       |  |  |                    |  |  |                   |  |
|                             |                      | Alderano I Cybo-Malaspina                     | Carlo II Cybo-Malaspina               |  |  |       |  |  |                    |  |  |                   |  |
|                             |                      | Alderano I Cybo-Malaspina                     | Teresa Pamphili                       |  |  |       |  |  |                    |  |  |                   |  |
| Maria Teresa Cybo Malaspina |                      | Alderano I Cybo-Malaspina                     |                                       |  |  |       |  |  |                    |  |  |                   |  |
|                             |                      | Ricciarda Gonzaga di Novellara                | Camillo II Gonzaga di Novellara       |  |  |       |  |  |                    |  |  |                   |  |
|                             |                      | Ricciarda Gonzaga di Novellara                | Camillo II Gonzaga di Novellara       |  |  |       |  |  |                    |  |  |                   |  |
|                             |                      | Ricciarda Gonzaga di Novellara                | Matilde d'Este                        |  |  |       |  |  |                    |  |  |                   |  |
|                             |                      | Ricciarda Gonzaga di Novellara                |                                       |  |  |       |  |  |                    |  |  |                   |  |

## Stemma
| Image | Stemma |
| ----- | --- |
| \| \| | Francesco IV di Modena Duca di Modena e Reggio, Arciduca d'Austria-Este, Cavaliere dell'Ordine del Toson d'oro |
|       | |